# رونالد کریر
رونالد کریر (به آلمانی: Ronald Kreer) بازیکن فوتبال و مدافع اهل آلمان شرقی بود که از سال ۱۹۸۲ میلادی عضو تیم ملی فوتبال آلمان شرقی بوده‌است. وی در ۶۵ بازی ملی حضور داشته و در بازی‌های ملی‌اش ۲ گل به ثمر رساند. رونالد کریر آخرین بازی ملی خود را در سال ۱۹۸۹ میلادی انجام داد.